# Bombardier CRJ700
Bombardier CRJ700, CRJ900 i CRJ1000 su regionalni mlazni putnički zrakoplovi izrađeni na osnovi CRJ200. Završna montaža zrakoplova radi se u međunarodnoj zračnoj luci Montréal-Mirabel u blizini Montreala, Québec.

## Razvoj
Slijedeći uspjeh serije CRJ100/200, Bombardier se odlučio na proizvodnju većih inačica kako bi mogao konkurirati putničkim zrakoplovima kao što su Boeing 717, Boeing 737-600, i Embraer E-190 i slično.

### CRJ700
CRJ700 je produžena inačica CRJ200 sa 70 sjedišta. Avion pogone dva General Electric CF34-8C1 mlazna motora. Na maksimalnoj visini od 12.500 m najveća brzina aviona je 0,85 maha. Ovisno o korisnom teretu dolet CRJ700 može doseći i do 3600 km sa spomenutim motorima, a inačica s CF34-8C5 motorima moći će prijeći do 4.660 km. Prednost CRJ700 je njegovo novo krilo s ugrađenim predkrilcima. Produženi i nešto širi trup aviona s nižim podom kabine omogućuje smještaj do 78 putnika s dvočlanom posadom i kabinskim osobljem. Prvi let bio je 1999. a u redovnu uporabu avion je ušao 2001. godine. Kao odgovor neposrednoj konkurenciji, Embraeru 170, CRJ700 dolazi u tri podinačice: serija 700, serija 701 i serija 702. Serija 700 je ograničena na 68 putnika, 701 do 70 putnika i 702 do 78 putnika. FAA (eng: Federal Aviation Administration) oznaka certifikata tipa zrakoplova je CL-600-2C10.
Prva zrakoplovna kompanija koja je uvela CRJ700 u redovnu uporabu bio je u 2001. Brit Air, podružnica Air France-a.
CRJ700 je zamijenjen 2008. s CRJ700 NextGen, koji nudi veću ekonomičnost i redizajniranu kabinu kao što su i one na CRJ900NextGen i CRJ1000.
Veći korisnici ovog zrakoplova su: American Eagle Airlines (25), Air France (Brit Air) (15), Atlantic Southeast Airlines (39), Comair (15), Horizon Air (21), Lufthansa CityLine (20), Mesa Airlines (20), PSA Airlines (14) i SkyWest Airlines (57). Još devet aviokompanija koristi ovaj tip ali u manjem broju.

### CRJ705
Serija 705 temelji se na CRJ900. Radi poslovne klase ima smanjeni kapacitet sjedećih mjesta što regionalnim kompanijama koje imaju limitirani maksimalni broj putnika omogućuje njegovo korištenje. (Neke zrakoplovne kompanije imaju regionalne ugovore sa svojim glavnim zrakoplovnim kompanijama u kojem se ograničava maksimalni kapacitet putničkih sjedišta). Prvi korisnik CRJ705 je Air Canada Jazz koja je sa zrakoplovom u kojem je 10 sjedišta u "biznis klasi" i 65 sjedala u ekonomskoj klasi počela letjeti 2005. godine. FAA oznaka certifikata tipa zrakoplova je CL-600-2D15.

### CRJ900
CRJ900 je dodatno izdužena inačica s 90 sjedala u jednoj (ekonomskoj) klasi. Ima ugrađene GE CF34-8C5 motore s 59,400 N potiska i dodatna predkrilca na napadnim ivicama krila. Maksimalna težina uzlijetanja aviona je 84.500 funti. S nekoliko većih poboljšanja avion je također zasnovan na bazi serije CRJ200. Ugrađeni je novi sustav grijanja i hlađenja kabine, motori su kontrolirani digitalno a pod kabine je dodatno spušten s čime se poboljšala vidljivost iz unutrašnjosti. Pomoćni motor (APU) iz General Electrica daje puno veći protok zraka za provjetravanje kabine i ima viši nivo ograničenja za pokretanje motora na većim nadmorskim visinama. CRJ900 ima veći raspon krila, repne površine su također preoblikovane, vodoravni stabilizator ima veći razmak i postavljen je pod negativnim kutom u odnosu na poprečnu os zrakoplova. Zrakoplov leti na većoj visini, a uz nešto veću potrošnju goriva prosječna brzina je 450-500 knota što je značajan napredak u odnosu na prethodne inačice. FAA oznaka certifikata tipa zrakoplova je CL-600-2D24.
Godine 2007. Bombardier izrađuje CRJ900NextGen kao zamjenu za prvotnu inačicu. Novi model ima veću ekonomičnost i redizajniranu kabinu kao što su i one na CRJ700NextGen i CRJ1000.
Glavni konkurent CRJ900 je Embraer 175 koji je efikasniji u odnosu "sjedalo- milja", može prevesti znatno veći korisni teret, ima veći dolet i prostraniju kabinu.
U lipnju 2007. ukupno je isporučeno 62 CRJ900 a naručeno je bilo dodatnih 49. Veći korisnici ovog zrakoplova su: Mesa Airlines (44) kao prvi korisnik, SkyWest Airlines (17) i Mesaba Airlines (18).

### CRJ1000
Kao dodatno produženi CRJ900, 19. veljače 2007. godine Bombardier predstavlja CRJ1000 (prvobitno nazvan CRJ900X) do 100 sjedišta. Ulazak ove inačice u redovni servis očekuje se krajem 2009. Bombardier tvrdi da će ovaj zrakoplov davati bolje osobine i veću dobit po sjedalu od konkurentnog Embraera E-190. Među prvim naručiocima je taljanski MyAir s već naručenih 15 CRJ1000 a za ovu inačicu zainteresiran je i turski Atlasjet There are 45 firm orders and 17 options for the aircraft.
Proizvodni CRJ1000 završio je svoj prv let 28. srpnja 2009. godine u Montrealu dok je početak uporabe tada planiran za prvi kvartal 2010. godine. Mjesec dana nakon prvog leta, zrakoplov je ipak do daljnjeg prizemljen radi problema s kormilom pravca.  Program nije nastavljena sve do veljače 2010. a isporuka je promovirana za početak siječnja 2011. godine.
Bombardier Aerospace objavio je 10. studenog 2010. da je njegov CRJ1000 sa sto putničkih sjedala dobio certifikat od Transport Canade i Europske agencije za sigurnost zrakoplovstva (engl.: European Aviation Safety Agency (EASA)), čime su stvoreni preduvjeti za početak isporuke.  Dana 14. prosinca 2010. Bombardier je počeo s isporukom za Brit Air i Air Nostrum. Savezna uprava za civilno zrakoplovstvo (engl. Federal Aviation Administration (FAA) izdala je certifikat dana 23. prosinca 2010. nakon čega je CRJ1000 mogao ući i u američki zračni prostor  (FAA certifikat za CRJ1000 nosi oznaku CL - 600 - 2E25). U veljači 2012. Garuda Indonesia naručila je šest CRJ1000 s mogućnošću narudžbe za još 18 dodatnih. Danski Nordic Aviation Capital naručio je 12 zrakoplova s početka isporuke u 2012.
Do prosinca 2012. godine ukupno je isporučeno 28 zrakoplova dok su još dodatnih 39 bili naručeni.

## Usporedba
| Inačica                                  | CRJ700                          | CRJ705                          | CRJ900                             | CRJ1000                          |
| ---------------------------------------- | ------------------------------- | ------------------------------- | ---------------------------------- | -------------------------------- |
| Posada                                   | 4 (2 pilota + kabinsko osoblje) | 4 (2 pilota + kabinsko osoblje) | 4 (2 pilota + kabinsko osoblje)    | 4 (2 pilota + kabinsko osoblje)  |
| Broj sjedala                             | 70                              | 75                              | 86-90                              | 100-104                          |
| Dužina Raspon krila Visina               | 32,51 m 23,24 m 7,57 m          | 36,40 m 24,85 m 7,51 m          | 36,40 m 24,85 m 7,51 m             | 39,13 m 26,18 m 7,13 m           |
| Površina krila                           | 70,61 m²                        | 70,61 m²                        | 70,61 m²                           |                                  |
| Promjer trupa                            | 2,69 m                          |                                 |                                    |                                  |
| Motori (2x) Potisak pri uzlijetanju (2x) | GE CF34-8C1 56,4 kN             | GE CF34-8C5 58,4 kN             | GE CF34-8C5 58,4 kN                | GE CF34-8C5A1 60,63 kN           |
| Najveća težina bez goriva                | 28.801 kg                       | 31,751 kg                       | 31,751 kg                          | 35.154 kg                        |
| Najveći korisni teret                    | 8.527 kg                        | 10.319 kg                       | 10.319 kg                          | 12.156 kg                        |
| Najveći dolet                            | 3.121 km ER: 3.676 km           | 3.591 km ER/LR: 3.773 km        | 2.956 km ER: 3.408 km LR: 3.660 km | 2.761 km ER: 3.131 km (1.691 mi) |
| Brzina krstarenja                        | 810 km/h                        | 838 km/h                        | 877 km/h                           | 0,85 maha                        |
| Visina leta                              | 12.496 m (41.000 ft)            | 12.496 m (41.000 ft)            | 12.496 m (41.000 ft)               | 12.496 m (41.000 ft)             |
| Zaokret                                  | 22,86 m                         |                                 |                                    |                                  |
| Naručeno                                 | 253                             | 168                             | 168                                | 38 23 u opciji                   |
| Datum izdavanja certifikata              | prosinac 2000.                  | rujan 2002.                     | rujan 2002.                        | 4 kvartal 2009.                  |

## Vanjske poveznice
- CRJ-700 bombardier.com